# 1541 en santé et médecine
| Années de la santé et de la médecine : 1538 - 1539 - 1540 - 1541 - 1542 - 1543 - 1544    |
| Décennies de la santé et de la médecine : 1510 - 1520 - 1530 - 1540 - 1550 - 1560 - 1570 |

Cet article présente les faits marquants de l'année 1541 en santé et médecine.

## Fondations
- 12 septembre : Sébastien Leblanc donne « une maison avec jardin sur la paroisse de Saint-Maurice à Charenton pour y ouvrir aux pauvres un petit hôpital de cinq lits », établissement qui est à l'origine de l'ancien asile de Charenton, devenu l'actuel hôpital Esquirol[1].
- Fondation de l'hospice Sainte-Catherine, dit des Vieillettes, « par Jean Barge, bourgeois de Lille, et sa femme Marguerite Leroux, qui  font don d'une maison rue de Sailly (rue des Trois-Mollettes) avec les meubles nécessaires pour loger, nourrir et entretenir treize pauvres chartriers [sic pour chartrières (impotentes)] de la ville jusqu'à la mort de la dernière vivante[2],[3] ».

## Événements

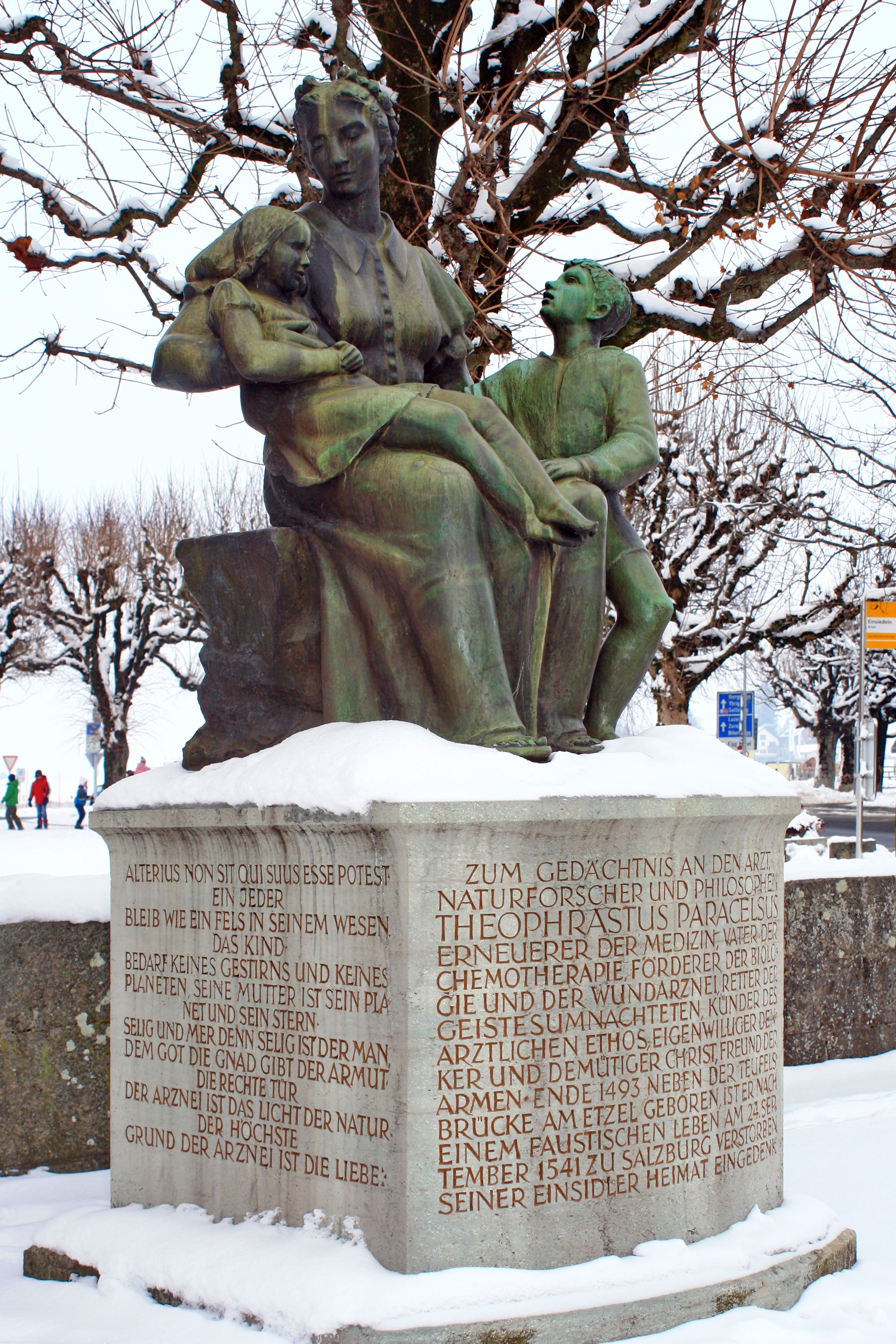
Monument à Paracelse Einsiedeln

- À Londres, Henri VIII promulgue l'acte d'union entre les barbiers et les chirurgiens[4].
- Les capucins d'Arles rapportent l'inondation de la Saint-Martin, qui « causa une grande peste et mortalité[5] ».
- Jacques Cartier rapporte quelques graines de tabac d'Amérique du Nord[6].

## Naissances
- 6 avril : Michele Mercati (mort en 1593), médecin italien, directeur du jardin botanique de Rome[7],[8].
- 26 octobre : Jean Bauhin (mort en 1612), médecin et naturaliste suisse[9],[10].

## Décès
- 24 septembre : Paracelse (né en 1493), médecin et alchimiste suisse[11].
- Vers 1541 : Jean Falcon (né à une date inconnue), médecin d'origine espagnole, docteur de l'université de Montpellier[12].